# Lijst van oorlogsmonumenten in Stadskanaal
De Nederlandse gemeente Stadskanaal heeft 7 oorlogsmonumenten. Hieronder een overzicht.
| Nr.  | Object                             | Herdachte groep                                                  | Ontwerper                                                              | Onthulling      | Type            | Locatie                | Plaats       | Coördinaten                   | Foto                               |
| ---- | ---------------------------------- | ---------------------------------------------------------------- | ---------------------------------------------------------------------- | --------------- | --------------- | ---------------------- | ------------ | ----------------------------- | ---------------------------------- |
| 1833 | Joods Oorlogsmonument              | vervolgden Nederland                                             | Firma J. Kalk en Zn., i.s.m. Drs. A.W.Noorlag en Dienst Gemeentewerken | 16 april 1986   | zuil            | Navolaan, 9501 VJ      | Stadskanaal  | 52° 59' 11" NB, 6° 57' 27" OL | Joods Oorlogsmonument              |
| 1834 | Verzetsmonument in het Julianapark | burgerslachtoffers                                               | ir. J. Meinen (gedenkplaten)                                           | 1949            | gedenksteen     | Julianapark, 9503 LA   | Stadskanaal  | 52° 58' 53" NB, 6° 57' 15" OL | Verzetsmonument in het Julianapark |
| 1835 | Generaal-Maczek-monument           | algemeen, geallieerde militairen                                 | Karin Hardonk (10-11-1962)                                             | 4 mei 1994      | beeld/sculptuur | Maczekplein, 9501      | Stadskanaal  | 52° 59' 19" NB, 6° 57' 19" OL | Generaal-Maczek-monument           |
| 1838 | Oorlogsmonument                    | vervolgden Nederland, burgerslachtoffers, geallieerde militairen | Firma J. Kalk en Zn.                                                   | 1988            | gedenksteen     | Hardingstraat, 9591 AG | Onstwedde    | 53° 1' 49" NB, 7° 1' 46" OL   | Oorlogsmonument                    |
| 1839 | Oorlogsmonument                    | allen, burgerslachtoffers                                        |                                                                        |                 | overig          | Wagenspoor, 9584 CB    | Mussel       | 52° 57' 22" NB, 7° 2' 14" OL  | Oorlogsmonument                    |
| 1840 | Oorlogsmonument                    | algemeen, burgerslachtoffers                                     | Louw Reinalda (architect) en C. Schaap                                 | 4 februari 1950 | zuil            | A-weg, 9581 AK         | Musselkanaal | 52° 55' 23" NB, 7° 1' 17" OL  | Oorlogsmonument                    |
| 1847 | Bevrijdingsmonument                | algemeen, geallieerde militairen, burgerslachtoffers             |                                                                        |                 | zuil            | Beumesweg, 9661 AK     | Alteveer     | 53° 2' 54" NB, 7° 0' 41" OL   |                                    |
|      | Stolpersteine                      | vervolgden Nederland                                             | Gunter Demnig                                                          |                 | reliëf          |                        | Stadskanaal  |                               | Meer afbeeldingen                  |
|      | Monument 21                        | onderduikgevers Willem en Hindertje Drenth                       | Bernard Winkel en Leo Kaldenbach                                       | 25 oktober 2021 | reliëf          | Krommewijk             | Stadskanaal  |                               | Monument 21                        |

Eemsdelta ·
Groningen ·
Het Hogeland ·
Midden-Groningen ·
Oldambt ·
Pekela ·
Stadskanaal ·
Veendam ·
Westerkwartier ·
Westerwolde